# Поездка в Индию (роман)
«Поездка в Индию» — роман английского писателя Э. М. Форстера 1924 года, действие которого происходит во время британского владычества и движения за независимость Индии в 1920-х годах. Он был выбран Современной библиотекой в качестве одного из 100 великих произведений английской литературы XX века и получил в 1924 году Мемориальную премию Мемориала Джеймса Тейта Блэка за художественную литературу. Журнал Time включил роман в список «100 романов на все времена». Роман основан на опыте Форстера в Индии, получив название от стихотворения Уолта Уитмена 1870 года «Путешествие в Индию» в сборнике «Листья травы».
История вращается вокруг четырёх персонажей: доктора Азиза, его британского друга мистера Сирила Филдинга, миссис Мур и мисс Адела Квестед. Во время поездки в вымышленные пещеры Марабар (по образцу пещер Барабар в Бихаре) Адела думает, что оказывается наедине с доктором Азизом в одной из пещер (хотя на самом деле он находится в совершенно другой пещере), и впоследствии паникует и убегает; предполагается, что доктор Азиз пытался напасть на неё. Суд над Азизом, предшествующие и последующие события довели до кипения общие расовые противоречия и предрассудки между индийцами и британцами в колониальную эпоху.

## Краткое содержание сюжета

### Прибытие
Молодая британская учительница Адела Квестед и её пожилая подруга миссис Мур посещают вымышленный город Чандрапор в Британской Индии. Адела должна решить, хочет ли она выйти замуж за сына миссис Мур, Ронни Хислопа, городского магистрата. Тем временем доктор Азиз, молодой индийский врач-мусульманин, обедает с двумя своими индийскими друзьями и обсуждает, можно ли быть другом англичанина. Во время еды приходит вызов от майора Каллендара, неприятного начальника Азиза в больнице. Азиз спешит в бунгало Каллендара в соответствии с приказом, но задерживается из-за спущенного колеса и трудностей с поиском тонги, а майор уже ушёл в раздражении.
Безутешный Азиз идет по дороге к железнодорожной станции. Когда он видит свою любимую мечеть, он импульсивно входит в неё. Он видит там незнакомую англичанку и кричит ей, чтобы она не оскверняла это священное место. Женщина, миссис Мур, уважает местные обычаи. Это обезоруживает Азиза, и они болтают и расстаются как друзья.
Миссис Мур возвращается в британский джентльменский клуб по дороге и рассказывает о своем опыте в мечети. Ронни Хислоп, её сын, сначала думает, что она говорит об англичанине, и возмущается, когда узнает факты. Адела, однако, заинтригована.

### Общая вечеринка
Поскольку новоприбывшие выразили желание повидаться с индийцами, мистер Тертон, городской сборщик налогов, приглашает многочисленных индийских джентльменов на вечеринку в своём доме. Вечеринка оказалась неловким событием из-за робости индийцев и фанатизма британцев, но Адела встречает Сирила Филдинга, директора государственного колледжа для индийцев Чандрапора. Филдинг приглашает Аделу и миссис Мур на чаепитие с ним и индийским профессором-брахманом по имени Нараян Годболе. По просьбе Аделы он приглашает также доктора Азиза.

### Чаепитие Филдинга
На чаепитии Филдинга все хорошо проводят время, разговаривая об Индии, а Филдинг и Азиз становятся друзьями. Азиз обещает отвезти миссис Мур и Аделу, чтобы увидеть пещеры Марабар, отдалённый пещерный комплекс. Прибывает Ронни Хислоп и обнаруживает, что Адела «без сопровождения» с доктором Азизом и профессором Годболом, грубо разгоняет вечеринку.
Азиз ошибочно полагает, что женщины обижены тем, что он не выполнил своё обещание, и устраивает прогулку в пещеры, что дорого ему обходится. Филдинг и Годбол должны сопровождать экспедицию, но они опаздывают на поезд.

### Пещеры Марабар
Азиз и женщины исследуют пещеры. В первой пещере миссис Мур одолевает клаустрофобия. Но хуже клаустрофобии эхо. Обеспокоенная звуком, миссис Мур отказывается продолжать исследование. Адела и Азиз в сопровождении гида поднимаются в верхние пещеры.

### Иллюзия Аделы
Когда Азиз помогает Аделе подняться на холм, она спрашивает, есть ли у него больше одной жены. Обескураженный резкостью фразы, он погружается в пещеру, чтобы успокоиться. Когда он выходит, то находит проводника в одиночестве за пределами пещер. Гид говорит, что Адела сама ушла в пещеру. Азиз тщетно ищет её. Решив, что она потеряна, он ударяет проводника, который убегает. Азиз оглядывается и обнаруживает сломанный бинокль Аделы на земле. Он кладёт его в карман.
Затем Азиз смотрит вниз и видит, что Адела разговаривает с другой молодой англичанкой, мисс Дерек, которая приехала с Филдингом на машине. Азиз сбегает с холма и приветствует Филдинга, но мисс Дерек и Адела уезжают без объяснения причин. Филдинг, миссис Мур и Азиз возвращаются в Чандрапор на поезде. Адела поранилась, спускаясь из пещер.

### Арест Азиза
На вокзале Азиза арестовывают и обвиняют в изнасиловании Аделы в пещере. Подготовка к суду снимает расовую напряжённость между британцами и индийцами. Адела говорит, что Азиз последовал за ней в пещеру и попытался схватить её, и что она отбивалась от него, замахиваясь на него биноклем. Единственное доказательство, которое есть у британцев, — это бинокль у Азиза. Несмотря на это, британцы считают, что Азиз виноват. Они ошеломлены, когда Филдинг заявляет о своей вере в невиновность Азиза. Филдинг подвергается остракизму и осуждён как предатель крови. Но индийцы, которые считают обвинение в нападении мошенничеством, приветствуют его.

### Тайна Мур
За несколько недель до суда миссис Мур была апатичной и раздражительной. Хотя она заявляет о своей вере в невиновность Азиза, она ничего не делает, чтобы помочь ему. Ронни, встревоженный утверждением своей матери о невиновности Азиза, организует её возвращение на корабле в Англию, прежде чем она сможет дать показания на суде. Миссис Мур больше беспокоят собственные проблемы с концом жизни, поскольку она чувствует, что её здоровье ухудшается. Её отношения с сыном позволяют ей отвлекаться и меньше сочувствовать ситуации Азиза. Миссис Мур умирает во время путешествия. Её отсутствие в Индии становится серьёзной проблемой на суде, где адвокаты Азиза утверждают, что её показания доказали бы невиновность обвиняемого.

### Сцена суда
Адела не понимает вины Азиза. На суде ее спрашивают, подвергал ли её Азиз сексуальному насилию. У неё было видение в пещере, и оказалось, что Адела, находясь в пещере, получила шок, похожий на шок миссис Мур. Эхо так смутило её, что она потеряла сознание. В то время Адела ошибочно интерпретировала свой шок как нападение Азиза. Она признаёт, что ошиблась, и дело прекращается.

### Последующие события
Ронни Хислоп разрывает помолвку с Аделой, и она остаётся в доме Филдинга, пока не будет организован её переезд на пароходе в Англию. Объяснив Филдингу, что эхо было причиной всего дела, она уезжает из Индии, чтобы никогда не вернуться.
Хотя он оправдан, Азиз злится, что Филдинг подружился с Аделой после того, как она чуть не разрушила его жизнь. Полагая, что это джентльменский поступок, Филдинг убеждает Азиза не требовать от неё денежной компенсации. Страдает мужская дружба, и Филдинг уезжает в Англию. Азиз считает, что тот уезжает жениться на Аделе из-за её денег. Обиженный предполагаемым предательством своего друга, он клянется никогда больше не дружить с белым человеком. Азиз переезжает в управляемый индийцами штат Мау и начинает новую жизнь.

### В Мау
Два года спустя Филдинг возвращается в Индию. Его жена — Стелла, дочь миссис Мур от второго брака. Азиз, теперь главный врач раджи, снова начинает уважать и любить Филдинга. Однако он не отказывается от своей мечты о свободной и единой Индии. В последних предложениях романа он объясняет, что они с Филдингом не могут быть друзьями, пока Индия не станет независимой от британского правления.

## Литературная критика
Природа критики «Поездки в Индию» во многом основана на эпохе написания и характере критической работы. В то время как многие предыдущие критические анализы обнаружили, что книга Форстера демонстрирует неуместную дружбу между колонизаторами и колонизированными, новые критические анализы работы привлекают внимание к изображениям сексизма, расизма и империализма в романе.
Рецензии на книгу «Поездка в Индию», когда она была впервые опубликована, поставили под сомнение конкретные детали и взгляды, включённые в книгу, которую Форстер черпал из своего собственного пребывания в Индии. Ранние критики также выразили обеспокоенность по поводу межрасового товарищества между Азизом и Филдингом в книге. Другие видели в книге очернение гуманистических взглядов на важность межличностных отношений и влияние колониализма на индийское общество. Более поздняя критика постколониальных теоретиков и литературных критиков повторно исследовала текст как произведение востоковедной беллетристики, вносящее свой вклад в дискурс о колониальных отношениях европейцев. Сегодня это один из основополагающих текстов в дискурсе постколониальных ориенталистов среди других книг, таких как «Сердце тьмы» Джозефа Конрада и «Ким» Редьярда Киплинга.
«Поездка в Индию» возникла в то время, когда изображения Индии как дикой, неорганизованной страны, нуждающейся в господстве, были более популярны в основной европейской литературе, чем романтизированные изображения. Роман Форстера отошёл от типичных повествований об отношениях колонизаторов и колонизируемых и сделал больший упор на «непознаваемом» Востоке, вместо того, чтобы характеризовать его с экзотикой, древней мудростью и тайной. Постколониальные теоретики, такие как Марьям Васиф Хан, назвали этот роман современным востоковедным текстом, имея в виду, что он изображает Восток в оптимистическом, позитивном свете, одновременно бросая вызов и критикуя европейскую культуру и общество. Однако Бенита Парри предполагает, что это также вводит в заблуждение об Индии, создавая «запутанное царство, где просматривается светское и в котором нет места давним индийским традициям математики, науки и техники, истории, лингвистики и юриспруденции».
Одно из самых заметных критических замечаний исходит от профессора литературы Эдварда Саида, который сослался на «Поездку в Индию» как в «Культуре и империализме», так и в «Ориентализме». В своём обсуждении намёков на Британскую империю в романах начала XX века Саид предполагает, что, хотя работа ниспровергала типичные взгляды на колониализм и колониальное правление в Индии, в ней также не было прямого осуждения ни националистических движений в Индии, ни самого колониализма. Об отношении Форстера к отношениям колонизаторов и колонизируемых Саид говорит Форстеру:

…нашёл способ использовать механизм романа, чтобы развить уже существующую структуру отношения и референции, не меняя её. Эта структура позволяла испытывать привязанность и даже близость к некоторым индийцам и Индии в целом, но заставляла рассматривать индийскую политику как обвинение британцев и отказывать в культурной привилегии индийскому национализму.
Оригинальный текст (англ.). . . found a way to use the mechanism of the novel to elaborate on the already existing structure of attitude and reference without changing it. This structure permitted one to feel affection for and even intimacy with some Indians and India generally, but made one see Indian politics as the charge of the British, and culturally refused a privilege to India nationalism.
— 
Стереотипы и ориенталистское мышление также исследуются в постколониальной критике. Саид предполагает, что Форстер рассматривает вопрос о британо-индийских отношениях, разделяя мусульман и индуистов в повествовании. Саид также определяет неудавшуюся попытку дружбы между Азизом и Филдингом как усиление воспринимаемой культурной дистанции между Востоком и Западом. Неспособность этих двух мужчин завязать значимую дружбу свидетельствует о том, что Саид предполагает непримиримую инаковость Востока, что происходит с Запада, а также ограничивает западных читателей в том, как они понимают Восток.
Другие учёные рассмотрели книгу с критической постколониальной и феминистской точки зрения. Прочтение книги Марьям Васиф Хан предполагает, что «Поездка в Индию» также является комментарием к гендерным вопросам и месту британской женщины в империи. Хан утверждал, что женские персонажи, приезжающие на «Восток», чтобы освободиться от своих социальных ролей в Британии, представляют собой разлад между англичанками и их социальными ролями дома, и рассказывает историю «англичанок-первопроходцев, чей зарождающийся феминизм нашёл форму и голос в колонии».
Сара Сулери также раскритиковала ориенталистское изображение Индии в книге и использование радикализированных тел, особенно в случае Азиза, в качестве сексуальных объектов, а не индивидов.

## Список персонажей
Доктор Азиз
Молодой индийский врач-мусульманин, который работает в британской больнице в Чандрапоре, который, вероятно, находится в городе Банкипур, пригороде Патны в штате Бихар. Он в большей степени полагается на интуицию, а не на логику, и он более эмоциональный, чем его лучший друг Филдинг. Он легко заводит друзей и временами кажется довольно болтливым. Его главный недостаток — неспособность смотреть на ситуацию без эмоций, что, по мнению Форстера, является типичной индийской трудностью. Азиз, кажется, испытывает глубокую любовь к своей покойной жене, но думает о ней лишь от случая к случаю. Первоначально он несколько равнодушен к британцам, но начинает возмущаться ими после обращения с ним во время суда.
Сирил Филдинг
45-летний холостяк из Великобритании, директор небольшого государственного колледжа для индийцев. Логический западный ум Филдинга не может постичь неразбериху (или тайну) Индии, но он очень терпим и уважительно относится к индийцам. Он дружит с доктором Азизом, но их разделяют культурные и расовые различия, а также личные недопонимания.
Адела Квестед
Молодая британская учительница, которая посещает Индию с неуверенным намерением выйти замуж за Ронни Хислопа. Умная, храбрая, честная, но немного чопорная, она — то, что Филдинг называет «занудой». Она приезжает с намерением увидеть «настоящую Индию». Но после пугающей поездки в пещеры Марабар она ложно обвиняет Азиза в сексуальном насилии.
Миссис Мур
Пожилая, заботливая мать Ронни Хислопа. Она навещает Чандрапор, чтобы наблюдать за помолвкой своего сына с Аделой Квестед. Она уважает индийцев и их обычаи, и индийцы в романе ценят её больше, чем любого другого британца. Пройдя через опыт, похожий на опыт Аделы, она становится апатичной и ожесточённой.
Ронни Хислоп
Магистрат британского города Чандрапор. Несмотря на то, что он неплохой человек, он разделяет уничижительные взгляды своих коллег на индийцев. Он разрывает помолвку с Аделой после того, как она отказывается от обвинения в адрес Азиза. Он считает её отказ предательством их расы. Адела также заявляет в открытом суде, что больше не любит его.
Профессор Нараян Годболе
Пожилой, вежливый, созерцательный брамин, невозмутимо взирающий на мир. Он полностью отстранён от конфликтов романа. Он остаётся загадкой до конца, когда он реабилитирует дружбу Филдинга и Азиза.
Мистер Тертон
Британский городской коллекционер Чандрапора. Он не ненавидит индийцев, потому что это свело бы на нет дело его жизни. Тем не менее, он яростно предан своей расе, поносит менее фанатичных людей, таких как Филдинг, и относится к туземцам с слегка завуалированным презрением.
Миссис Тертон
Жена мистера Тёртона. Откровенно расистская, снобистская и грубая по отношению к индийцам, а также другим европейцам, она кричит на Аделу в зале суда, когда та отказывается от своих обвинений против Азиза.
Майор Каллендар
Британский главный врач и начальник Азиза в больнице. Он более откровенно расистский, чем любой другой персонаж мужского пола. Среди индийцев ходят слухи, что Каллендар на самом деле пытал раненого индийца, нанося на его раны перец вместо антисептика.
Мистер Макбрайд
Британский суперинтендант полиции в Чандрапуре. Как и мистер Тертон, он открыто придерживается расистских взглядов на индийцев. Во время суда над Азизом он публично заявляет, что это научный факт, что темнокожие мужчины жаждут белых женщин.
Мисс Дерек
Англичанка, работающая в индуистской королевской семье. Она часто одалживает их машину и не заботится о том, чтобы спросить у них разрешения или вернуть её вовремя. На вкусы большинства соотечественников она слишком шумная и непринуждённая. У нее роман с Макбрайдом.
Наваб Бахадур
Главный индийский джентльмен в Чандрапуре, мусульманин. Богатый (у него есть машина) и щедрый, он верен британцам (сдаёт машину в аренду Ронни Хислопу). Но после суда он отказывается от присвоенного ему британцами титула «наваб» в пользу простого «мистера Зульфикара».
Хамидулла
Дядя и друг Азиза. Получив юридическое образование в Кембриджском университете, он заявляет в начале романа, что легче дружить с англичанином в Англии, чем в Индии. Азиз соглашается с ним.
Амритрао
Известный индийский юрист из Калькутты вызвался защитить Азиза. Он известен своими сильными антибританскими настроениями. Он берёт дело по политическим мотивам и испытывает отвращение, когда дело сходит на нет в суде.
Махмуд Али
Индийский поверенный-мусульманин, который открыто ненавидит британцев.
Доктор Панна Лал
Низкорождённый врач-индус и соперник Азиза в больнице.
Ральф Мур
Робкий, чуткий и проницательный юноша, второй сын миссис Мур.
Стелла Мур
Дочь миссис Мур, а позже жена Филдинга.

## Награды
- 1924 Мемориальная премия Джеймса Тейта Блэка за художественную литературу.
- 1925 Femina Vie Heureuse

## Экранизации и постановки
- Поездка в Индию[англ.], пьеса, написанная Сантха Рама Рау[англ.] по роману; пьесу показывали в Вест-Энде в 1960 году и на Бродвее в 1962 году[16]. Телевизионная версия пьесы BBC 1965 года транслировалась в их сериале «Игра месяца[англ.]»[17].
- Индийский кинорежиссер Сатьяджит Рай намеревался поставить театральную адаптацию романа, но проект так и не был реализован[18].
- Киноверсия 1984 года режиссёра Дэвида Лина с Джуди Дэвис, Виктором Банерджи[англ.], Джеймсом Фоксом, Пегги Эшкрофт и Алеком Гиннессом в главных ролях получила два Оскара и множество других наград[19].
- Мартин Шерман[англ.] написал дополнительную версию для сцены, премьера которой состоялась на Shared Experience[англ.] в Ричмонде в 2002 году[20]. Она гастролировала по Великобритании и играла в Бруклинской музыкальной академии в ноябре 2004 года[21].

## Рукопись
В 1960 году рукопись книги «Поездка в Индию» была подарена Форстером Руперту Харт-Дэвису и продана, чтобы собрать деньги для Лондонской библиотеки, за рекордную для того времени сумму в 6500 фунтов стерлингов за современную английскую рукопись.